# Bodzanówek (powiat włocławski)
Bodzanówek – wieś w Polsce położona w województwie kujawsko-pomorskim, w powiecie włocławskim, w gminie Choceń.
W latach 1975–1998 miejscowość należała administracyjnie do województwa włocławskiego. Według Narodowego Spisu Powszechnego (III 2011 r.) liczyła 169 mieszkańców. Jest szesnastą co do wielkości miejscowością gminy Choceń.
Przez wieś przebiega droga wojewódzka nr 269.